# Analama obliquifascia
Analama obliquifascia är en fjärilsart som beskrevs av Sir George Hamilton Kenrick 1917. Analama obliquifascia ingår i släktet Analama och familjen tandspinnare. Inga underarter finns listade i Catalogue of Life.